# Elsa Eduardo
Pour les articles homonymes, voir Eduardo.
Elsa Eduardo, née le 23 juillet 1989 à Luanda, est une joueuse angolaise de basket-ball.

## Biographie
Elle participe au Championnat du monde de basket-ball féminin 2014 en Turquie. De 2014 à 2016, elle joue à l'Interclube.